# Tschechoslowakische Badmintonmeisterschaft 1968
Die Tschechoslowakische Badmintonmeisterschaft 1968 fand in Prag statt. Es war die achte Austragung der nationalen Titelkämpfe im Badminton in der ČSSR.

## Titelträger
| Disziplin    | Sieger                      |
| ------------ | --------------------------- |
| Herreneinzel | Jiří Král                   |
| Dameneinzel  | Věra Peřinová               |
| Herrendoppel | Petr Lacina Jiří Král       |
| Damendoppel  | Jitka Čejková Vera Peřinová |
| Mixed        | Alois Patěk Vera Peřinová   |